# مشتة بن طالب
مشتة بن طالب هي قرية جزائرية تابعة لبلدية عين أرنات  الكائنة بدائرة عين أرنات، بولاية سطيف الجزائرية